# Astragalus nephtonensis
Astragalus nephtonensis är en ärtväxtart som beskrevs av Josef Franz Freyn. Astragalus nephtonensis ingår i släktet vedlar, och familjen ärtväxter. Inga underarter finns listade i Catalogue of Life.